# Pierre-Marie Belmont
Pour l’article homonyme, voir Belmont.
Pierre-Marie Belmont, né le 31 janvier 1838 à Lyon et mort le 19 mars 1921, est un évêque français. Il est évêque de Clermont de 1893 à sa mort. 
Il est l'oncle d'Émile Rimaud, officier français. Le père de l'évêque, Jean-François Belmont, est l'arrière-grand-père maternel d'Alexis Carrel, lauréat du prix Nobel en 1912.

## Jeunes années
Né à Lyon dans une famille de négociants en soie (son père et ses deux oncles présents à sa naissance sont soyeux), Pierre-Marie Belmont devient élève des Minimes et de Saint-Sulpice. Il est ordonné prêtre le 23 décembre 1865 puis nommé vicaire de Ranchal et à Saint-Etienne de Roanne. Il devient aumônier militaire lorsque la guerre éclate en 1870. 

## Carrière
D'abord, curé de Saint-Vincent[Où ?] puis de Saint-Louis de Roanne en 1878, il devient archiprêtre de Saint-Pothin de Lyon en 1881. Nommé grand vicaire de Lyon par le cardinal Caverot en  1886, il devient vicaire capitulaire l'année suivante. 
À Lyon, le père Belmont préside le comité des œuvres de Terre Sainte. Il défend fermement les intérêts de l’Église mais le préfet du Rhône n'en dit pas moins de lui : 
« Il est opposé aux idées démocratiques, ses idées n'en sont pas moins empreintes de libéralisme, son attitude sous le rapport politique a toujours été correcte, il s'est toujours abstenu de se montrer hostile à nos institutions nationales. »
Nommé à l'évêché de Clermont par décret du 3 janvier 1893, il est consacré en la primatiale Saint-Jean de Lyon le 20 mars par Jean-Pierre Boyer avec comme co-consécrateurs César-Joseph Marpot et Fulbert Petit. Il est intronisé à Clermont le 28. L'année suivante, il est décoré du pallium par le pape Léon XIII.

## Armoiries
« D'azur à l'Immaculée Conception d'argent nimbée d'or, sur un croissant d'argent, accostée de deux étoiles d'or, accompagnée en pointe d'une montagne d'or surmontée de la chapelle de Fourvière du même. Timbré d'une croix passée en pal et servant de support ».
Devise : « Tuus sum ego ».